# Marcus Fraser
Marcus Fraser (Corowa, 26 luglio 1978) è un golfista australiano.

## Carriera
Nato a Corowa, nel Nuovo Galles del Sud, in giovane età Fraser lavora come commesso presso un supermercato. Passato al mondo del golf nei primi anni duemila, durante la sua carriera amatoriale ottiene un successo nel Trofeo Eisenhower.
Partecipa al torneo di golf maschile dei Giochi di Rio de Janeiro 2016.